# Alejandro y Ana
Alejandro y Ana (título completo Alejandro y Ana: lo que España no pudo ver del banquete de la boda de la hija del presidente) es el nombre de una obra de teatro de la compañía Animalario, escrita por Juan Mayorga y Juan Cavestany, con dirección de Andrés Lima. Actores del elenco: Roberto Álamo, Javier Gutiérrez, Guillermo Toledo y Alberto San Juan.

## Argumento, crítica y premios
La acción se desarrolla a lo largo de varias escenas que pudieran haber sucedido durante el banquete posterior a la boda en El Escorial de Ana Aznar y Alejandro Agag, aunque ninguno de ellos aparece como personaje.
La obra no es sólo una parodia del acto nupcial sino sobre todo una disección en clave de humor amargo sobre el pensamiento, los mecanismos y las relaciones de poder de un mundo inclinado hacia la derecha, el conservadurismo, el liberalismo extremo y el belicismo. Se representó con prodigalidad, casi siempre en salones de bodas.
Obtuvo el Premio Max al Mejor Espectáculo de Teatro en 2004, y ese mismo año, Animalario obtuvo el premio al mejor empresario teatral privado.